# Wierzbice Wrocławskie
Wierzbice Wrocławskie – przystanek osobowy w Wierzbicach, w Polsce, w województwie dolnośląskim, w powiecie wrocławskim, w gminie Kobierzyce. Przystanek został otwarty w dniu 1 września 1884 roku razem z linią kolejową z Kobierzyc do Pustkowa Żurawskiego. Po 22 latach przerwy przystanek rozpoczął ponownie obsługiwać ruch pasażerski 12 czerwca 2022. Na stan lipiec 2024 r. jest to przystanek na żądanie.

## Ruch pasażerski
| Rok  | Wymiana pasażerska na dobę |
| ---- | -------------------------- |
| 2022 | 0-9                        |
| 2023 | 20-49                      |